# فابيو بيريرا
فابيو بيريرا (19 أكتوبر 1991 بساو باولو في البرازيل - ) هو لاعب كرة قدم برازيلي في مركز الوسط.

## وصلات خارجية
- فابيو بيريرا على موقع الدوري الأمريكي (الإنجليزية)
- فابيو بيريرا على موقع قاعدة بيانات كرة القدم.إي يو (الإنجليزية)
- فابيو بيريرا على موقع Soccerway.com (الإنجليزية)